# Tanbura

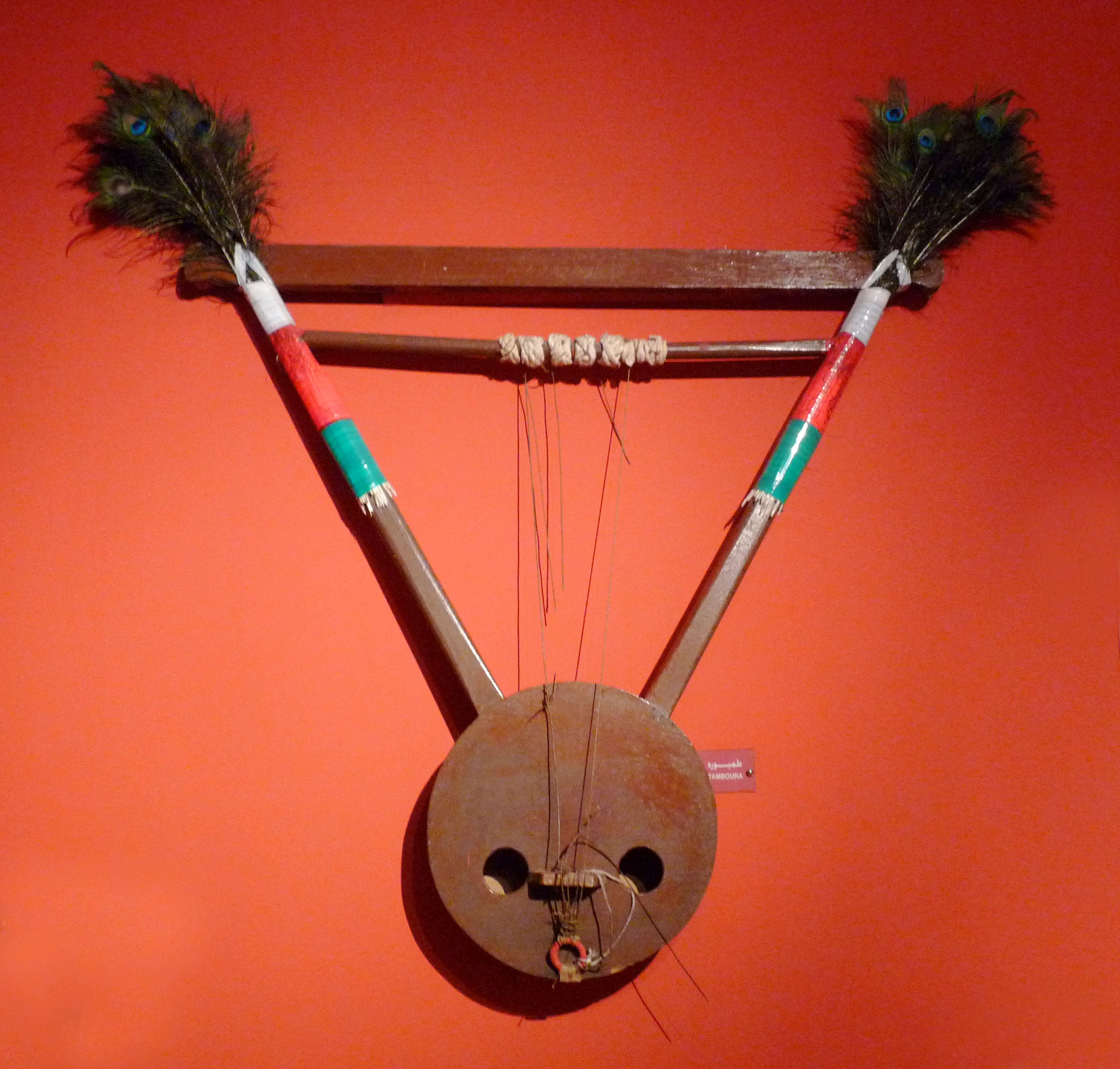
Ursprünglich sechssaitige tanbūra aus Oman, Museum Bait Al Baranda, Maskat.

Tanbura (arabisch الطنبورة, DMG aṭ-ṭanbūra), auch sudanarabisch tanbūr, tanbūra, ferner tambūra, tumbura, ist eine fünf- oder sechssaitige Schalenleier, deren Heimat vermutlich bei den Nubiern in Oberägypten und im Sudan liegt, wo eine kleine, fünfsaitige Variante der Leier in den nubischen Sprachen kisir genannt wird. Von dort verbreitete sich die tanbūra, die nicht zu einer bestimmten Ethnie gehört, entlang des Roten Meeres in Dschibuti und im Jemen sowie an der Küste des Persischen Golfs im Süden des Irak und in den Golfstaaten. Sie wird zur Liedbegleitung in der Unterhaltungsmusik und bevorzugt in allen genannten Ländern im zār-Kult der Frauen verwendet, einem im afrikanischen Volksislam verankerten Heilungsritual. Die in Nubien kultisch verwendete Leier tambura ist größer als die kisir und besitzt sechs Saiten.
Das Dialektwort tanbūra ist vom hocharabischen tunbūr abgeleitet, das seit dem Mittelalter in erster Linie für Langhalslauten steht. Speziell im Sudan ist heute auch der alte arabische Name für die Leier, rababa, gebräuchlich. Eine Leier war bereits altägyptischen Musikern um 2000 v. Chr. bekannt und gelangte von Ägypten über Nubien weiter nach Süden, wo sie in unterschiedlichen Formen in Ostafrika vorkommt. In Spielweise und Bauform sind mit der tanbūra unter anderem die hauptsächlich auf der Sinai-Halbinsel und in Saudi-Arabien gespielte simsimiyya und die krar in Äthiopien verwandt.

## Herkunft und Etymologie

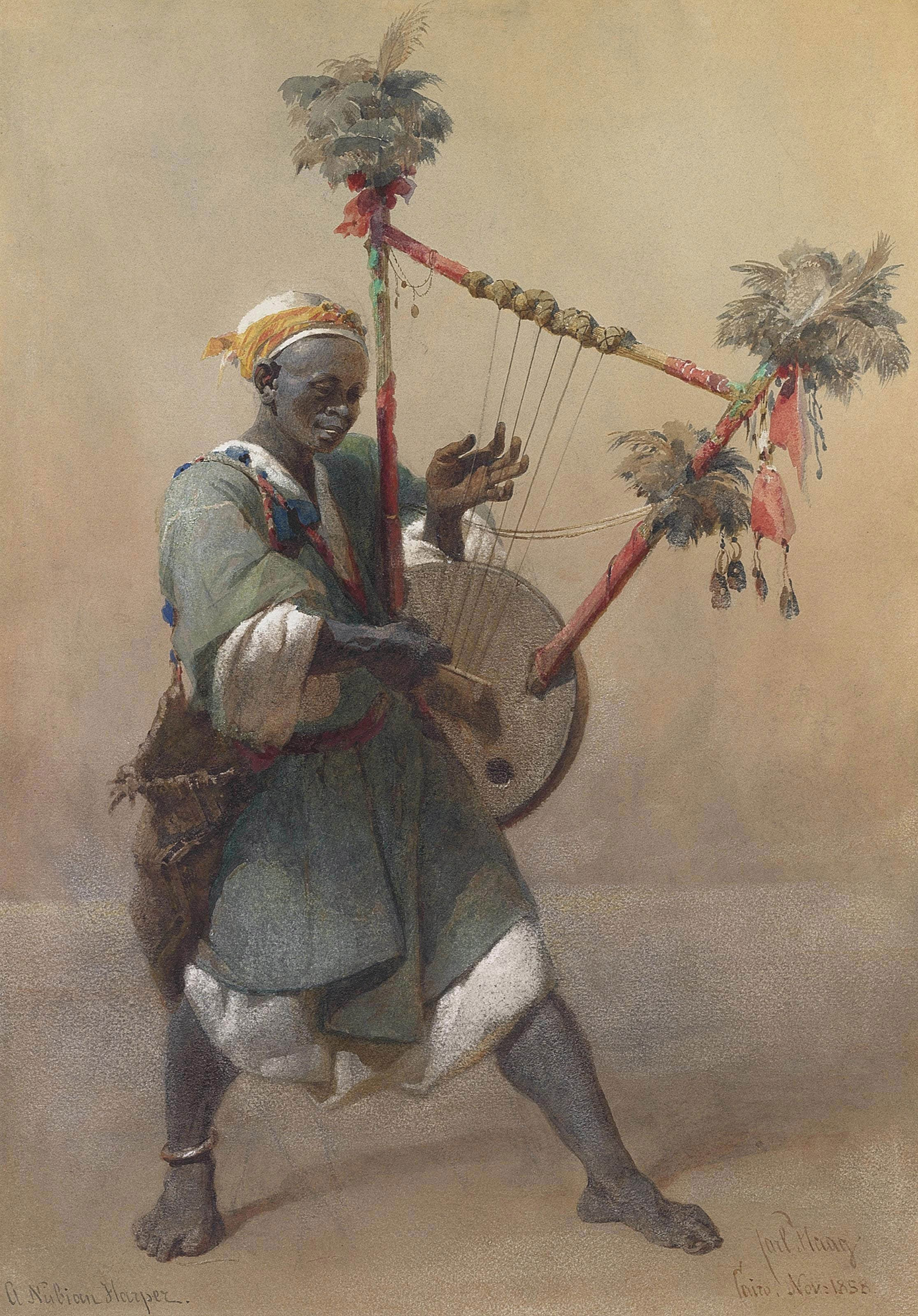
Nubischer tanbūra-Spieler in Kairo. Aquarellmalerei von Carl Haag, 1858

Die ältesten Abbildungen von Leiern in Mesopotamien stammen von den Sumerern aus den Königsgräbern von Ur und werden in die erste Hälfte des 3. Jahrtausends v. Chr. datiert. Es handelte sich um große Standleiern und kleine tragbare Leiern mit vier Saiten. Um die Mitte des 3. Jahrtausends (Ur-I-Zeit) besaßen die Leiern fünf Saiten. Die ersten altägyptischen Leiern waren den sumerischen entsprechend asymmetrisch, später besaßen sie wie die Leiern der griechischen Antike symmetrische, also gleich gestaltete Jocharme. Die altgriechische lyra war eine Schalenleier mit einem Schildkrötenpanzer als Korpus, und mit der häufig im Alten Testament erwähnten kinnor war wahrscheinlich eine kastenförmige Flachbodenleier gemeint. Vermutlich gelangte die Leier mit Einwanderern (zunächst als Hyksos bekannt) aus dem vorderasiatischen Raum ab der Mitte des 1. Jahrtausends v. Chr. bis zur Zeitenwende nach Ägypten und weiter nach Süden. Heute kommen Leiern in Afrika nur am Roten Meer und in Ostafrika vor.
Nubien dürfte eine Vermittlerrolle bei der Ausbreitung der Leier gespielt haben. Das nubische Wort für Leier, kisir oder kissar, wird auf kithara zurückgeführt, wie eine Form der Leier in der griechischen Antike hieß. Dies macht eine Ausbreitung der Leier in Ägypten ab der Herrschaft der als Vermittler auftretenden Ptolemäer (ab 332 v. Chr.) möglich. Kithara führt über arabisch qīṯāra (Umschrift nach DMG) und spanisch guitarra sowohl zu „Gitarre“ als auch unmittelbar vom griechischen Urbegriff über lateinisch „cithara“ zu „Zither“. Fresken aus dem nubischen Reich von Meroe (4. Jahrhundert v. Chr. bis 4. Jahrhundert n. Chr.) zeigen Leiern. Von dort gelangten wohl Leiern nach Äthiopien, wo sie seit etwa dem 15. Jahrhundert in Manuskripten erwähnt werden. Um diese Zeit nach Süden wandernde Niloten brachten die Leier vom Südsudan – etwa die Schalenleier tom der Schilluk – oder von Äthiopien nach Kenia und Uganda in die Gegend des Victoriasees. Damit erstreckt sich die Verbreitung der Leier von Ägypten (simsimiyya) über den Sudan (tanbūra), Südsudan (tom), Äthiopien (krar, beganna), Somalia, Nordwestkenia (pagan), Südwestkenia (nyatiti), Uganda (endongo), Nordtansania bis in den Nordosten des Kongo.
Tanbūra geht auf persisch tanbūr und arabisch tunbūr zurück. In der frühislamisch-arabischen Literatur wird mit dem aus der sassanidischen Zeit übernommenen Wort tunbūr erstmals im 7. Jahrhundert ein Musikinstrument bezeichnet. Tunbūr steht mit dem sumerischen Wort pan-tur („kleiner Bogen“) in Beziehung; dieses ist aus pan, dem Namen der alten westasiatischen Bogenharfe und tur, „klein“ zusammengesetzt, um die so bezeichneten tragbaren Langhalslauten von den größeren Harfen zu unterscheiden. Ableitungen von pan-tur finden sich in den Namen des altgriechischen Saiteninstruments pandura (im europäischen Mittelalter pandora) und noch der heutigen Langhalslauten pondur und panduri. Außer der arabischen Leier standen alle Aussprachevarianten um tunbūr für Lauteninstrumente: vom Balkan (tambura) über die Türkei (tanbur), die kurdischen Provinzen im Iran (tembur), Nordafghanistan (dambura), Südpakistan (damburag und tanburo) bis nach Indien (tanpura und tandura). Letztere Bezeichnungen für indische Langhalslauten gelangten zwar erst nach dem Mittelalter nach Indien, vom altindischen Sanskritwort damaru für eine kleine Sanduhrtrommel könnte jedoch die Doppelbedeutung des Wortumfeldes tunbūr für Saiteninstrumente und Trommeln zurückzuführen sein, die sich bis zu tamburin für eine Rahmentrommel erhalten hat. Nach einer weiteren Vermutung gehen tunbūr, tambūra und ähnlich auf tumba zurück, das in nordindischen Sprachen „Kürbis“ und „Kalebasse“ bedeutet und beispielsweise dem einsaitigen indischen Zupfinstrument tumbi den Namen gab.
Später, in osmanischer Zeit, verbreitete sich das Wort tanbūr mit Langhalslauten erneut in Ägypten. Europäische Forschungsreisende erwähnten als erste tanbūra genannte Leiern. Carsten Niebuhr (1733–1815) berichtete in Reisebeschreibung nach Arabien und andern umliegenden Ländern (1774–1778) von „einer Art Harfe“, die er im nubischen Dunqula sah und die von den Nubiern kussir und von den Arabern tambura genannt wurde. Der Schweizer Orientreisende Jean Louis Burckhardt (1784–1817, Travels in Nubia, London 1819) stellte fest, dass die Nubier außer einer fünfsaitigen, mit Gazellenhaut bespannten tamboura, einer Flöte und einer Kesseltrommel keine weiteren Musikinstrumente besaßen. Die Strichzeichnung am Rand des Textes zeigt eine fünfsaitige Leier mit rundem Korpus, wie sie noch heute vorkommt. Der Name der Schilluk-Leier, tom oder thum, ist vermutlich eine Kurzform von tambūra.
Das arabische Wort rabāb basiert auf der Konsonantenwurzel r-b-b. Davon abgeleitet sind die Namen zahlreicher gestrichener Spießlauten und einiger gezupfter Langhalslauten von Marokko (ribab) über die arabischen Länder des Nahen Ostens (rebāb), Zentralasien (rawap) bis nach Südostasien (rebab). Laut Ibn Chordadhbeh (um 820 – um 912) war die Leier im 10. Jahrhundert ein byzantinisches Musikinstrument, das er arabisch al-lura nennt und mit einem arabischen Instrument namens rabāb gleichsetzt. Damit hätte Nubien eine alte arabische Bezeichnung für die Leier beibehalten, die ansonsten mehrheitlich auf spätere Streichlauten übergegangen ist, denn rabāb(a) ist heute im Sudan die gegenüber tambūra geläufigere Bezeichnung für die Leier.

## Bauform und Spielweise

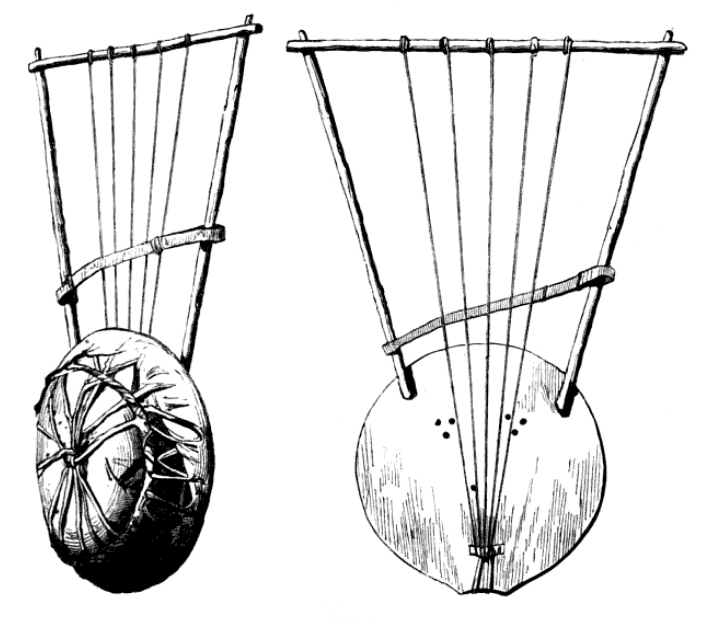
Fünfsaitige nubische kisir. Zeichnung von François-Joseph Fétis in Histoire générale de la musique, 1869.

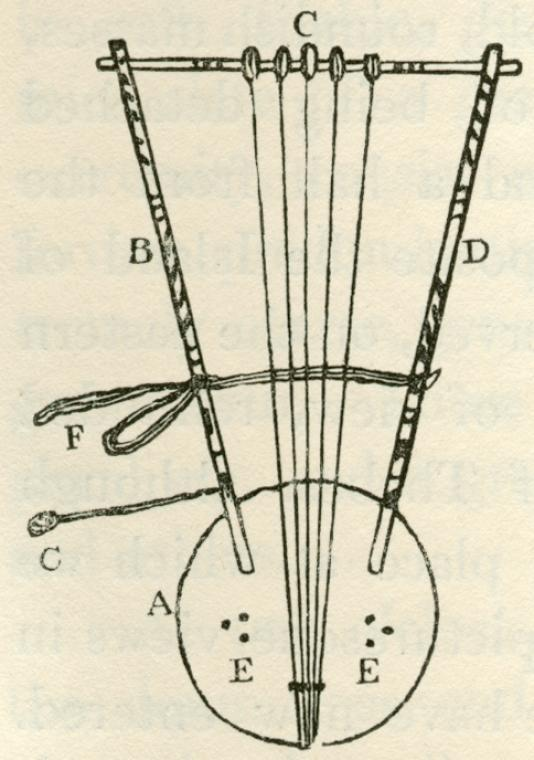
Fünfsaitige kisir des arabischen Schaigiya-Stammes in Nubien. Zeichnung in einem britischen Reisebericht von 1835.

Die Form der tanbūra ist überall ähnlich; je nach Region kommen beträchtliche Größenunterschiede vor, die von 70 Zentimetern Länge im Sudan bis zu 140 Zentimetern im Jemen reichen. Die in Nubien zur Liedbegleitung gespielte kisir gehört zu den kleineren Leiern und besitzt stets fünf Saiten. Im zār-Kult wird generell eine größere Leier (in Nubien tambura genannt) mit sechs Saiten verwendet.
Der kreisrunde schalenförmige Korpus (arabisch ghadah, nubisch koos wie die Essensschale) der sudanesischen Leier besteht aus einer halbierten Kalebasse, einer geschnitzten Holzschale (in Nubien aus dem Holz der Nilakazie, Acacia nilotica) oder ersatzweise aus Metall (Blechschüssel, Radkappe) und kann bis zu 50 Zentimeter Durchmesser erreichen. Einige museale Exemplare besitzen als Korpus einen Schildkrötenpanzer. Die beiden Jocharme (arabisch digla oder dagāla), die sich innerhalb des Korpus berühren, ragen an dessen oberem Rand aus der Decke heraus und bilden mit der Querstange (Joch, Jochbogen, arabisch farmal) ein symmetrisches, gleichseitiges Dreieck. Die Querstange ist mit passgenauen Bohrungen auf die Jocharme gesteckt und an der Verbindungsstelle mit einer Schnur umwickelt. Zusätzlich werden die Ecken durch dreieckig umgebundene Stoffstreifen fixiert. Die Deckenmembran besteht bei der nubischen kisir aus Kamel- oder Kuhhaut, die in nassem Zustand aufgezogen und gegen einen Schnurring an der Unterseite verspannt wird. Im unteren Bereich der Membran sind üblicherweise zwei kreisrunde Schalllöcher (ʿain, „Auge“) ausgeschnitten. Die Saiten (nubisch siliki) bestehen aus Darm, Pflanzenfasern, Draht und Antilopen- oder Büffelsehnen. In Nubien sind heute Drahtsaiten üblich, bis Ende des 19. Jahrhunderts verwendete man meist Darmsaiten. Die Saiten verlaufen von einem Eisenring (arabisch tartschiya, nubisch gede) an der unteren Kante über einen in Höhe der Schalllöcher auf der Membran aufgesetzten Steg (arabisch kursī, nubisch kac, „Esel“) in spitzem Winkel auseinander auf die Querstange zu. Dort werden sie – wie bereits im Alten Ägypten üblich – an einem Stoffstreifen (arabisch mghadda, nubisch feekee) verknotet, der mehrfach um die Stange gewickelt ist. Zum Stimmen müssen die Stoffknoten (Stimmknebel) bis zur gewünschten Spannung um die Stange gedreht werden. Zwischen die Stoffknoten eingeschobene Pflöcke (Stimmstäbe) zur Feinjustierung, wie von sumerischen Kastenleiern bekannt und etwa bei der alten äthiopischen krar und beganna üblich, werden nicht verwendet. Dafür gibt es – als dritte Möglichkeit, um die Saiten an der Querstange zu befestigen – in Khartum hergestellte Instrumente mit drehbaren Stimmwirbeln, die in Bohrungen in die Stange gesteckt sind. Manche sudanesische Leiern sind an den Jocharmen mit Federn, Glasperlenketten, bunten Bändern und kleinen Glocken behängt. Alte, kultisch verwendete Leiern können mit Anhängern aller Art förmlich überladen sein.
Bahrain ist am Persischen Golf für professionell hergestellte tanbūras bekannt. Die etwa neun Kilogramm schweren Leiern bestehen aus einer sehr großen runden Holzschale und einem überdurchschnittlich langen Joch. Der Korpus ist mit Kuhhaut bezogen, die mit Hautstreifen an einem Metallring an der Unterseite verspannt ist. Die Leier besitzt fünf pentatonisch gestimmte Saiten und manchmal eine sechste Saite, sodass sich ein Tonumfang von einer Oktave ergibt. Der sitzende Musiker hält das neben sich auf dem Boden aufgestellte Instrument senkrecht nach oben. Sein linker Arm ruht auf einem Kissen, das auf der oberen Kante des Korpus liegt. Als Plektrum verwendet er ein Stück Kuhhorn.

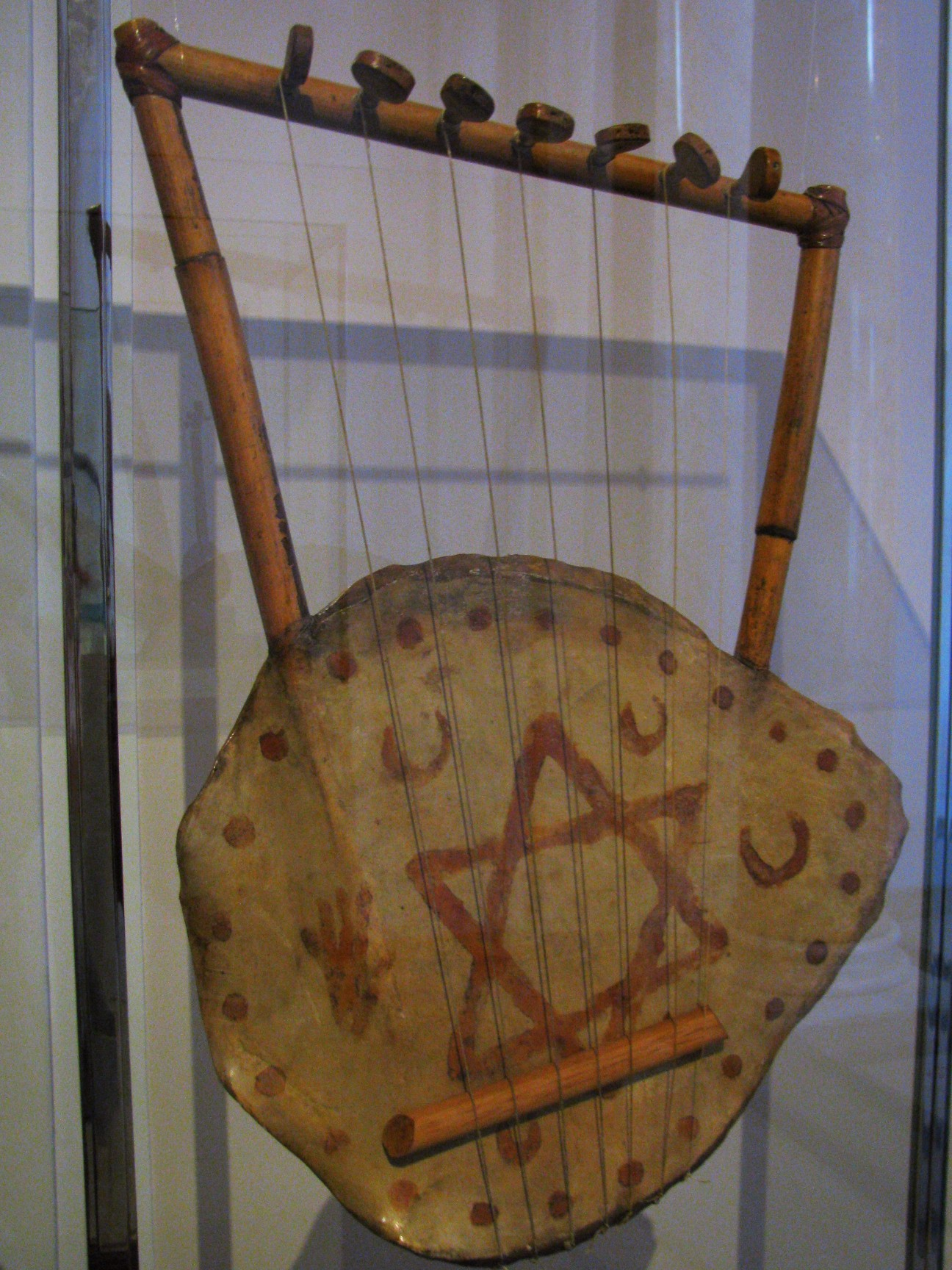
Alte äthiopische Leier krar oder kissar mit Schildkrötenpanzer, 19. Jahrhundert, Kunsthistorisches Museum, Wien.

Der Spieler der altgriechischen kithara strich mit einem Plektrum in der rechten Hand in beide Richtungen über alle Saiten. Mit den Fingern der linken Hand berührte er von der Rückseite alle Saiten, die nicht zu hören sein sollten und ließ nur die zu erklingende Saite frei. Dadurch wurde deren Ton um ein rhythmisch schnarrendes Geräusch der anderen Saiten ergänzt. Drückte er mit der linken Hand stärker gegen die Saiten, so bog er den Rahmen etwas einwärts, wodurch die freie Saite entspannt wurde und einen tieferen Ton hervorbrachte. Diese Spieltechnik ist auch für die tanbūra typisch und kommt ansonsten in Südäthiopien und vereinzelt in Ostafrika vor, während bei den meisten ostafrikanischen Leiern (etwa der endongo und der südsudanesischen tom) die Saiten üblicherweise von beiden Seiten mit den Fingern gezupft werden.
Die sudanesische Leier wird vom stehenden oder am Boden sitzenden Spieler hochkant, rechtwinklig vom Körper weg und waagrecht oder etwas schräg nach oben gehalten. Die fünfsaitige kisir wird in Ganztönen (also anhemitonisch) pentatonisch gestimmt, wobei die Toleranzen beträchtlich sein können. Eine übliche Stimmung entspricht nach europäischer Notation e1 – g – a – c1 – d1. Die in dieser Position untere Saite (e1) wird mit dem kleinen Finger der linken Hand gedämpft. Der Ringfinger dämpft die um eine Sexte tiefere Saite (g), der Mittelfinger die nächste Saite (a) einen Ganzton höher, der Zeigefinger die vierte Saite (c1) eine kleine Terz höher und der Daumen die oberste Saite (d1) einen Ganzton höher. Die Nubier benennen die Saiten von unten nach oben mit weera („eins“), miskin („arm“, „schwacher Klang“), tusko („drei“), kemso („vier“) und dicca („fünf“). Das Plektrum besteht aus Tierhaut oder heute aus Kunststoff. Die Melodie entwickelt sich aus der wechselnden Abfolge der fünf verfügbaren Töne.
Die beiden Spieltechniken existieren nicht streng getrennt voneinander. Geübte tanbūra- oder krar-Spieler wenden gelegentlich beide Möglichkeiten der Klangproduktion in schnellem Wechsel nacheinander an; häufig so, dass der Spieler mit dem Plektrum in der rechten Hand die Hauptmelodie und den Rhythmus anschlägt, während er dazwischen mit den Fingern der linken Hand die Melodie ausfüllende Zwischentöne zupft. Ferner können in manchen Stücken leere Saiten einzeln mit dem Plektrum angerissen werden. Tendenziell ist die gestaltungsreichere Spielweise, bei der einzelne Saiten gezupft werden, auf dem Vormarsch.

## Nubische Musik

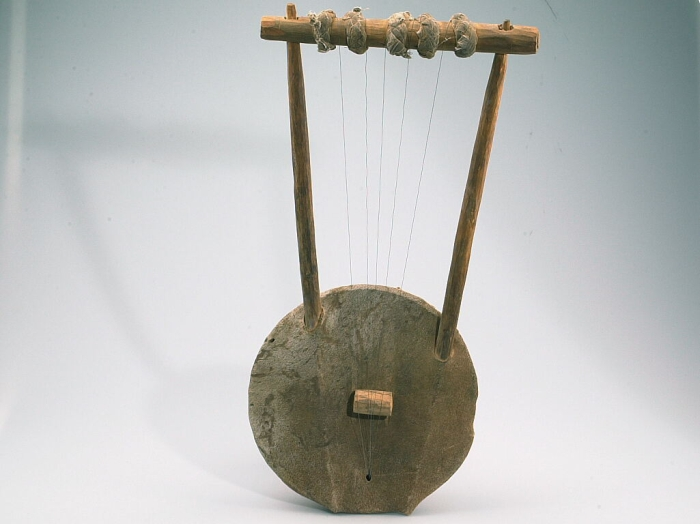
Fünfsaitige nubische kisir mit dicken Stimmknebeln aus Stoff. Herkunft Kassala

In der Region Nubien im Norden des Sudan sind nur wenige traditionelle Musikinstrumente bekannt, wie Johann Ludwig Burckhardt bereits 1819 bemerkte. Es sind dies neben der Leier die Rahmentrommel tār und die einfellige Tontrommel daluka mit einem schalenförmigen, an der Unterseite offenen Korpus aus luftgetrocknetem Lehm. Frauen begleiten ihre Lieder rhythmisch mit Händeklatschen und spielen traditionell als einziges Musikinstrument die daluka, falls diese nicht durch wesentlich lauter klingende Blechkanister ersetzt wird. Die früher als nubisches „Nationalinstrument“ geltende kisir wird heute in der sudanarabischen populären Musik weitgehend durch die arabische Laute ʿūd ersetzt, die deren Funktion als Liedbegleitung übernommen hat und auch zusammen mit europäischen Instrumenten zum Einsatz kommt.
Die nubische Musik ist nach Geschlechtern getrennt. Zu den Musikstilen der Männer gehören Tanzlieder, die vor allem bei Hochzeiten (bali) a cappella vorgetragen, von kisir oder tār begleitet oder mit diesen Instrumenten, Händeklatschen und Fußstampfen instrumental aufgeführt werden. Neben Hochzeiten als den hauptsächlichen Anlässen für Tanzveranstaltungen in großen Gesellschaften, singen Männer Lieder in kleinen Gruppen an Rückzugsorten, während sie Dattelwein (kalakiya) trinken, der im Sudan neben Hirsebier (merisa) ein selbstgebrautes alkoholisches Getränk mit einer langen Tradition ist. Zur weiblichen Sphäre gehören Lieder, die während der Hausarbeit, bei Hochzeiten und Beschneidungen, bei der Verabschiedung und bei der Rückkehr von Mekkapilgern gesungen werden sowie Wiegenlieder und zār-Lieder.
Neben dieser funktionellen Einteilung gibt es regionale stilistische Eigenheiten. Die Dongolawi-Sprecher in der Region um Dunqula verwenden die kisir als das führende Begleitinstrument in einem stärker als anderswo arabisch beeinflussten Musikstil. Weiter nördlich, zwischen dem 2. und 3. Katarakt, ist im Gebiet der Regionalsprachen Sukkot und Mahas die kisir ebenfalls das führende Instrument, hier jedoch rhythmisch durch Händeklatschen und Fußstampfen ergänzt. Mindestens vier Männer sorgen für den Rhythmus und bilden zugleich einen Chor, der sich mit dem Vorsänger abwechselt. Noch weiter nördlich, in Wadi Halfa an der sudanesischen Grenze, wechseln sich ebenfalls ein oder zwei Solosänger mit einem Chor ab. Begleitet werden sie hier nicht von einer Leier, sondern von zwei unterschiedlich großen Rahmentrommeln.
Die Hadendoa, eine Untergruppe der Bedscha im Nordosten, nennen ihre kleine fünfsaitige Leier bassankob (basamkub oder bāsān-kōb) und spielen sie zur Unterhaltung wie die kisir. Bei einem Hadendoa-Instrument beträgt die Länge 44 Zentimeter und die an der Jochstange gemessene Breite 30 Zentimeter. Die Korpusschale ist mit 11 Zentimetern flach. Die Oberhäupter der Bedscha besaßen früher als weiteres Musikinstrument, das zugleich ein Zeremonialobjekt und Machtsymbol war, große Kesseltrommeln, die naqqāra oder nahas genannt wurden. Bei seinem Aufenthalt im abessinischen Hochland fand James Bruce um 1770 die entsprechende Verwendung der äthiopischen Kesseltrommel (nagarit) und der Leier zur Unterhaltung bei festlichen Anlässen. Namensverwandte Kesseltrommeln (noggaara) gehören zum Musikensemble im zār-Kult.
Im Grenzgebiet zwischen dem südlichen Sudan und Äthiopien werden Rundtänze von einem männlichen Leierspieler begleitet oder von Ensembles mit Kalebassen-Blasinstrumenten wie bei den Berta mit der Leier abangaran (bangkarang) und den Naturtrompeten waza. Die benachbarten Gumuz spielen ihre Leier jangar oder sangwe ebenfalls in der Plektrumtechnik. Für Besessenheitsrituale ergänzen die Gumuz das Leierspiel durch drei bis vier an den Enden offenen Kalebassen, in die sie hineinblasen oder -brummen.
Der kisir entsprechende und mit einem Plektrum gespielte kleine fünfsaitige Leiern kommen auch in den Regionen Kurdufan und Darfur mit unterschiedlichen Namen vor. Junge Männer spielen zur Liedbegleitung bei den Tumtum-Nuba die fedefede, bei den Ngile-Sprechern die benebene und bei den Miri-Nuba (in Dschanub Kurdufan) die kazandik.
Die ersten Schallplatten mit Musik des Sudan waren um 1928 Aufnahmen von zwei tanbūra-Spielern. Die nubische Leier erfuhr dann ab den 1930er Jahren eine zunehmende Konkurrenz durch die arabische Laute ʿūd, die in der städtischen Musik heute dominiert. Gegen den Trend gab es Bestrebungen, die ländliche Tradition des Leierspiels auch in Khartum am Leben zu erhalten. Hierfür wurde 1997 in der Landeshauptstadt ein Musikclub für die Leier namens Nadi at-Tanbūra („Tanbura-Club“) eröffnet. Es wurden auch Musikensembles gegründet, bei denen die tanbūra im Zentrum steht und die sich bemühen, deren Spieltechniken zu erweitern. Als bedeutendster kisir-Spieler gilt Muhammad Gubara (* 1947), dessen Markenzeichen eine jungenhaft hohe, gepresste Stimme ist.

## Zar-Kult am Roten Meer
Das arabische Wort zār stammt wie der zār-Kult nach einer verbreiteten Ansicht aus Äthiopien (amharisch zar, Somali saar) und geht auf den Namen des alten kuschitischen Himmelsgottes zurück, nach anderer Ansicht ist zār von arabisch zāra, „besuchen“ und ziyāra, dem „Besuch eines heiligen islamischen Ortes“ abgeleitet. Ein Ursprungsland lässt sich nicht zuverlässig angeben, weil zār mit dem Bori-Kult in Nigeria und anderen afrikanischen Besessenheitskulten in Verbindung steht. Im 1822 veröffentlichten Band 7 der Description de l’Égypte („Beschreibung Ägyptens“), die als Ergebnis der von Napoleon geleiteten Ägyptischen Expedition zwischen 1798 und 1801 entstand, wird der zār-Kult erwähnt. Davon abgesehen wurde der Kult 1839 in der äthiopischen Region Shewa erstmals von Europäern nachweislich beobachtet. Die als Nächstes folgende Notiz über den Kult in Ägypten findet sich in einem 1869 datierten Brief der englischen Schriftstellerin Lucie Gordon (1821–1869). Die erste eingehende Beschreibung durch den Tropenarzt Carl Benjamin Klunzinger, die 1877 veröffentlicht wurde, basiert auf dessen Beobachtungen in der Hafenstadt al-Qusair am Roten Meer in den 1860er Jahren. Im Unterschied zu bori nehmen beim zār fast nur Frauen teil und die – stets männlichen – Geister werden zwar angerufen, aber nicht kultisch verehrt. Im islamischen Kontext gelten die zār-Geister als eine Gruppe der Dschinn oder stehen mit diesen in Beziehung. Nur eine Frau kann als Leiterin (schaicha, in Ägypten auch kudiah oder kūdyat zār, „Oberin des zār“) der Zeremonie und „Mittlerin“ Kontakt mit dem Geist aufnehmen.
Die tanbūra wird praktisch überall von Männern gespielt. Das arabische Wort miʿzafa (miʿzaf, Plural maʿāzif) bedeutete in vorislamischer Zeit ein Saiteninstrument, vielleicht eine Art Psalterium oder konkret eine Leier. Christian Poché stellt über die Herkunft des Wortes miʿzafa von ʿāzf in der Bedeutung „die Stimme des Dschinn“ eine alte magische Beziehung zwischen der Leier und den Dschinn her. Die arabische miʿzafa steht demnach in der mythischen Nachfolge der von König David gespielten kinnor. Die biblische Leier, die mittelalterliche arabische miʿzafa und die heutige tanbūra sind laut Poché kultisch verwandte Musikinstrumente, die einen Dialog mit den Geistern führen und beschwichtigend auf sie einwirken. Der Grammatiker Abū Tālib al-Mufaddal ibn Salama († um 904) erklärt in seiner Schrift Kitāb al-malāhī, dass die miʿzafa zwar allgemein bei den Arabern selten sei, aber zahlreich auf dem Gebiet der heutigen Provinz Nadschran und des Jemen vorkomme. Dies deckt sich mit archäologischen Funden im Jemen und mit der heutigen geographischen Verbreitung der arabischen Leier.

### Sudan

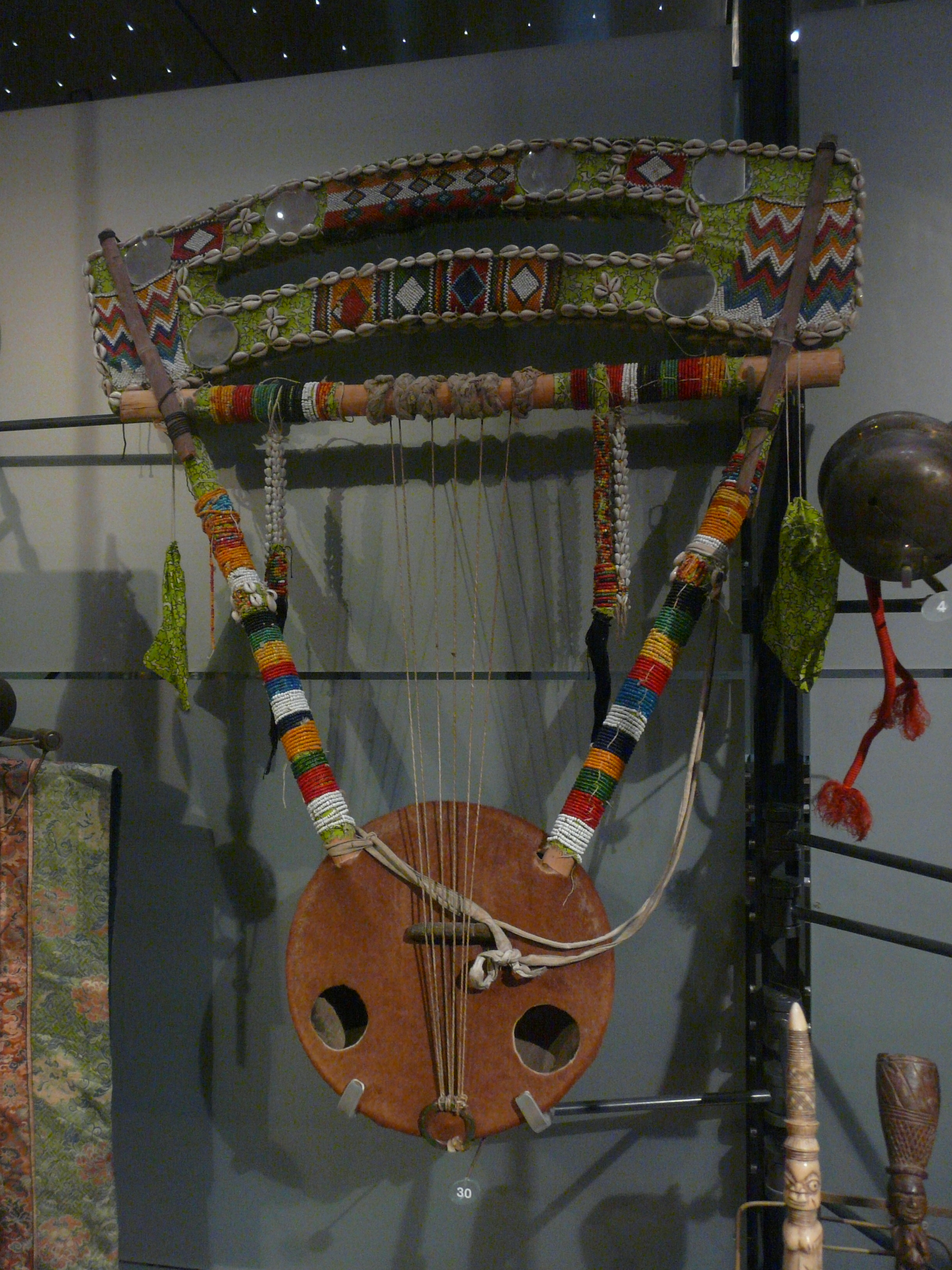
Tanbūra oder rababa, wie sie im zār-Kult verwendet wird. Herkunft Massaua, Eritrea. Sammlung Horniman Museum, London

Die traditionell strenge Geschlechtertrennung, wie sie besonders im Norden des Sudan vorherrscht, verbunden mit zahlreichen Handlungsverboten, wird für viele psychische Probleme bei Frauen verantwortlich gemacht, die in den zār-Sitzungen einen Entfaltungsfreiraum und eine Art gruppentherapeutischer Hilfe finden. Entgegen den Erwartungen nahm mit der Einführung der Scharia im Sudan 1983 die Zahl der zār-Sitzungen zu, weil sie noch mehr als Flucht aus der gesellschaftlichen Enge gebraucht wurden. Seit dem offiziellen Verbot 1992 finden zār-Sitzungen im Verborgenen statt.
Mit dem Wort zār werden heute im Wesentlichen zwei Kultpraktiken (und die darin vorkommenden Geister) bezeichnet, die volksislamische Elemente enthalten, sich jedoch nach Herkunft und Ausführung unterscheiden. Beim zār bori treffen sich ausschließlich erwachsene Frauen, zu denen manchmal auch effeminierte Männer hinzukommen, die wiederholt zu perkussiver Musik tanzen. Einige Tänzerinnen erreichen einen Zustand der Ekstase. Die sich passiv verhaltende Leiterin der Veranstaltung findet durch Befragung den richtigen zār-Geist, der von der Patientin Besitz ergriffen hat und bemisst daraufhin das geeignete Opfer, die von den versammelten Frauen zu beachtenden Verhaltensweisen und die zu spielenden Melodien, mit denen der Geist besänftigt werden soll. Der besitzergreifende Geist wird für eine Reihe von psychischen und physischen Erkrankungen verantwortlich gemacht, darunter Unfruchtbarkeit, Müdigkeit, Lähmungen, Kopfschmerzen, Appetitlosigkeit oder Alpträume.
Während zār bori als der jüngere Kult gilt, den neben den ursprünglich armen Frauen aus der Unterschicht heute im Sudan auch Frauen aus der gehobenen, städtischen Mittelschicht praktizieren, ist tambūra (tumbūra) die einfachere und ältere Form des Kults. Im tambūra erkennt die schaicha den Geist durch Traumdeutung. Namensgebend ist die üblicherweise von einem männlichen Musiker gespielte Leier tambūra. Zār bori-Teilnehmerinnen, die arabischer Herkunft sind oder diese für sich beanspruchen, grenzen ihren Kult deutlich vom abschätzig bewerteten tambūra-Kult ab. Dessen Teilnehmer gehören der unterdrückten Unterschicht ehemaliger schwarzafrikanischer Sklaven (arabisch ʿabīd), dunkelhäutiger Nuba aus der gleichnamigen Bergregion im Süden oder von Volksgruppen aus Darfur im Westen an, so zumindest die verbreitete Ansicht. Außerdem besitzt zār bori auch eine rein unterhaltende Komponente, die dem wesentlich ernsthafter betriebenen und anstrengenderen tambūra fehlt. Die Teilnehmer beim tambūra halten daher ihren Kult für einzig geeignet, alle durch zār-Geister hervorgerufenen Krankheiten zu heilen.
Die beim tambūra gespielte, gleichnamige Leier hat sechs Saiten, auch wenn in der jeweiligen Gegend für die Unterhaltungsmusik eine fünfsaitige Leier verwendet wird. Die Leier ist das einzige Melodieinstrument bei den Ritualen; für die rhythmische Begleitung sorgen Trommeln und ein Rasselgürtel, der von den Tänzerinnen an der Hüfte getragen wird. Ist der besitzergreifende Geist erkannt, wird er durch Lieder in einer nur für ihn bestimmten Melodie-Rhythmus-Kombination besänftigt. Der Geist fordert, dem Verständnis nach, dass „seine“ Musik gespielt wird. Es geht im Ritual nicht darum, den Geist gänzlich zu vertreiben. Die Leier dient lediglich als Vermittler zwischen der Welt der Menschen und des Geistes. Sie ist ein unverzichtbares Hilfsmittel und durch ihr Spiel spricht der Geist. Seine Sprache kann nur der tanbūra-Spieler verstehen, der die Botschaft für die Anwesenden übersetzt. Die beiden Schalllöcher in der Hautdecke werden im zār-Kult zu „Augen“, durch die der Geist die Menschen betrachtet.
Für tambūra-Veranstaltungen in Omdurman, wie sie Mitte des 20. Jahrhunderts durchgeführt und beschrieben wurden, gilt: Sollte eine Saite an der Leier reißen, wird dies als eine Reaktion des Geistes gedeutet, der seine Verärgerung über eine ihm nicht angemessene Behandlung oder eine falsche Zusammensetzung des Teilnehmerkreises ausdrückt. In diesem Fall ist das Ritual unwirksam und muss nach neun Tagen erneut durchgeführt werden. Zum Ritual von Omdurman gehörte, dass die Leier in einer Prozession zum Nil getragen wurde, weil dort die Heimat aller zār-Geister ist. Während der Zeremonie geopferte Tiere (Schafe) wurden im Nil gewaschen; mit ihrem Blut bestrich man die Leier und als Speiseopfer gab man ihr Fleischstücke. Entsprechend wurde die Leier stets mit denselben Getränken und Nahrungsmitteln versorgt, welche die an der Veranstaltung Beteiligten erhielten. Diese gelten als „Kinder der tambūra“ und demonstrieren durch die Huldigung der Leier ihre lebenslange Verbundenheit mit dem zār. Die an den Jochen befestigten Schmuckgegenstände sind ebenfalls ein Ausdruck der Verehrung für die als Individualität mit eigenem Namen angesprochene Leier.
In der Kultur der Berta in der Provinz an-Nil al-azraq, die eine nilosaharanische Sprache sprechen und im 19. Jahrhundert häufig Sklavenjagden ausgesetzt waren, macht sich durch die Islamisierung heute ein arabischer Einfluss bemerkbar. Eine Besessenheitszeremonie der Berta ähnelt dem zār-Kult und wird wie die hierbei gespielte sechssaitige Leier mit dem arabischen Namen tambūra benannt. Arabische Namen tragen auch die ferner im Kult verwendete Kesseltrommeln unterschiedlicher Größe (noggaara, tabla und tambura). Bei einer 1982 beobachteten Zeremonie wurde die Leier von einem Mann gespielt. Ansonsten waren nur Frauen beteiligt, von denen eine Gruppe die Besessenheitstänze der anderen Gruppe mit Gesang begleitete. Die Musik war vom lauten, rhythmisch festgelegten Spiel der Trommeln dominiert, von denen die kleinste Ausführung und Rasseln für einen Grundschlag sorgten, der mit den anderen Trommeln zu einem Kreuzrhythmus ergänzt wurde. Bei dem nächtlichen Ritual gerieten die immer schneller und wilder tanzenden Frauen in einen Besessenheitszustand und fielen zu Boden, um unvermittelt wieder aufzuspringen und bis zur Erschöpfung weiterzutanzen. Beim Gesang wechselten sich Solo- und Chor-Phasen ab. Die Leier war nur an wenigen Stellen zu hören.

### Ägypten

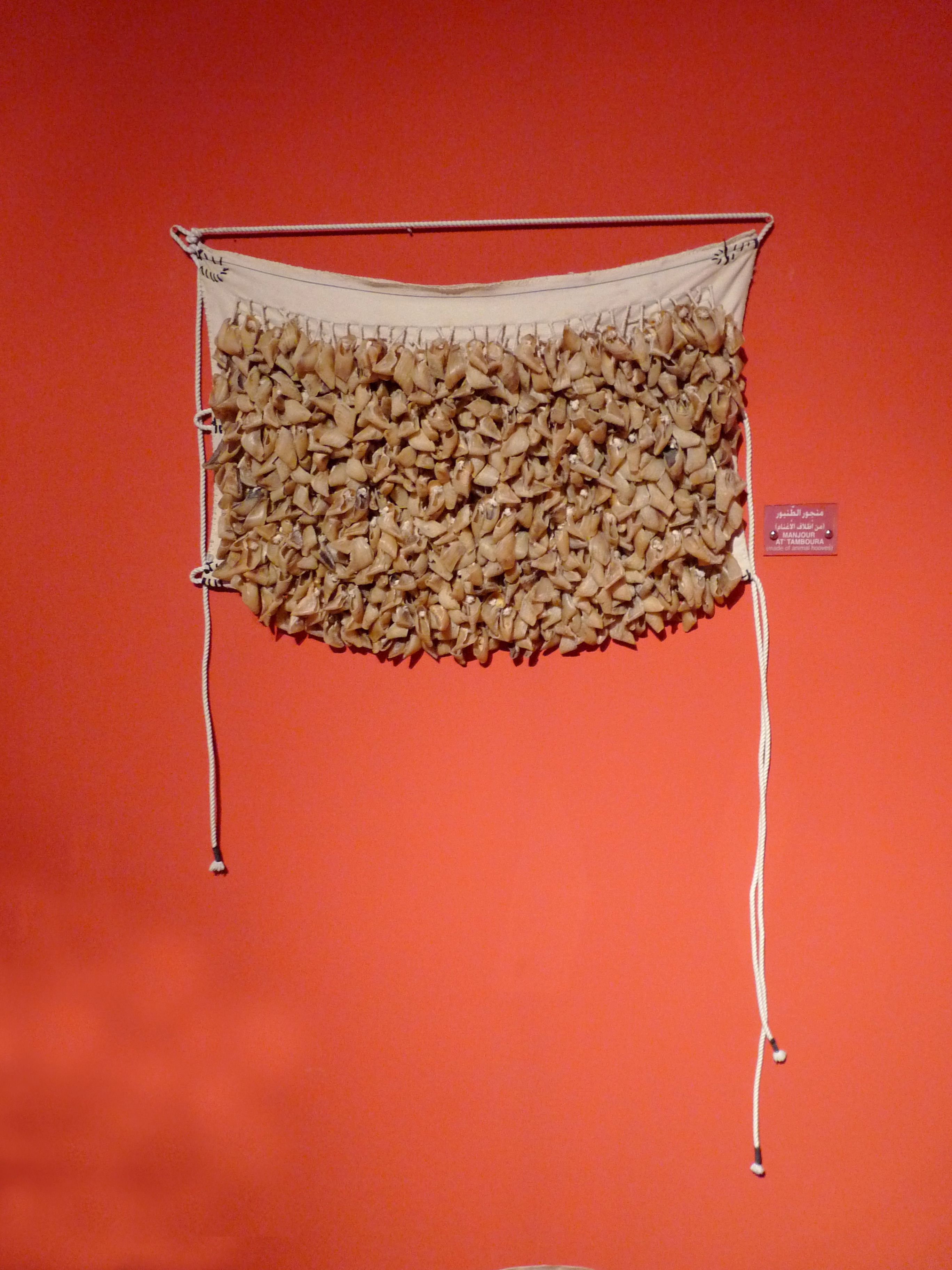
Rasselgürtel mangur, mit Ziegenhornstücken besetzt

Wo immer die Leier beim zār-Kult beteiligt ist, steht sie im Zentrum des Geschehens. Das reglementierende Umfeld einer von Männern dominierten Gesellschaft ist in Ägypten ebenso ein Anlass für Frauen, sich im zār-Kult einen Freiraum zu schaffen. Der Kult wird in mehreren ägyptischen Büchern erwähnt, die Ende des 19. und Anfang des 20. Jahrhunderts erschienen. Das erste Tondokument mit Musik einer zār-Veranstaltung stammt Mustafa Said zufolge, der in Beirut seit 2010 das Musikarchiv Arab Music Archiving and Research (AMAR) leitet, aus dem Jahr 1912. Bei dem 1932 von König Fu'ād I. einberufenen „Kongress der arabischen Musik“ (Muʾtamar al-mūsiqā al-ʿarabiyya) wurde auch Musik für zār aufgeführt, wovon einige Aufnahmen erhalten blieben. Gegen Ende des 20. Jahrhunderts ist die einst neutrale Einstellung gegenüber zār durch die Kritik sowohl von Seiten der eher säkularen Herrschaft Präsident Husni Mubaraks als auch der islamistischen Muslimbrüder in allgemeine Geringschätzung und Ablehnung übergegangen. Wie im Sudan wird zār weiterhin in Privaträumen in abgelegenen ländlichen Gebieten als Ritual und unter den gebildeten höheren Schichten der Städte in einer angepassten Form als kulturelle Tradition und Unterhaltung gepflegt. Stammt die Leiterin (kūdyat) der Zeremonie aus Unterägypten, so gehören regionale Volkslieder zum Musikprogramm, eine kūdyat aus Oberägypten kann Einflüsse der nubischen Musik in die zār-Aufführungen von Kairo bringen. Die üblichen Musikinstrumente sind neben der sechssaitigen tambūra (ersatzweise der fünfsaitigen Leier simsimiyya), ein mangur (manjur) genannter, 30 bis 40 Zentimeter breiter Ledergürtel, auf den Hornstücke von Ziegenhufen genähnt sind, mit denen die Tänzerinnen ein Rasselgeräusch erzeugen, und des Weiteren Trommeln, darunter die Rahmentrommel daff, die größere Rahmentrommel mazhar mit Schnarrsaiten, die zweifellige, auf dem Boden stehende Trommel tabl oder die Bechertrommel tabla. Als Melodieinstrumente kommen offene Längsflöten vom Typ schabbāba vor, die längeren heißen nāy und die kürzeren sibs. Der mangur wird von den Frauen durch rhythmische Hüftbewegungen geschüttelt. Die Bewegungen und die Gürtel haben in Verbindung mit der im Orient weit verbreiteten mythologischen Bedeutung der Ziege eine eindeutig sexuelle Symbolik.
Im Verlauf einer ägyptischen Besessenheitszeremonie spielen mehrere Musikgruppen nacheinander ein eigenes Repertoire. Zwei Ensembletypen sind üblicherweise ausschließlich mit Frauen besetzt, die im Nildelta ein Repertoire aus ihrer mutmaßlichen Herkunftsregion Oberägypten spielen, der dritte Ensembletyp besteht aus Männern und spielte bis in die 1940er Jahre im Nildelta islamische Heiligenlieder. Danach begann dieses Ensemble, Lieder für zār zu spielen. Die Leier tanbūra verwendet nur das vierte Ensemble, dessen Lieder zur sudanesisch-nubischen Tradition gehören. Die Mitgliedschaften aller zār-Ensembles werden üblicherweise innerhalb der Familie vererbt.
Im Jahr 2000 gründete der langjährige ägyptische Kulturattaché in Paris, Ahmed El Maghraby, in Kairo das Musiktheater Makan mit dem Ziel, die musikalische Tradition seines Landes zu bewahren. Hier tritt regelmäßig die Gruppe Mazaher auf (der Name ist die Pluralform von mazhar, der Rahmentrommel). In der Gruppe Mazaher haben sich Mitglieder aus allen zār-Musiktraditionen zusammengefunden. Regelmäßig um 21 Uhr beginnt die Gruppe vor einem Publikum, das Eintritt bezahlt hat, die unterschiedlichen zār-Musikformen als Konzert aufzuführen. Als Leiterin (raʾīsa) der Veranstaltung tritt eine aus Nubien stammende Frau auf, die selbst die Rahmentrommel mazhar spielt. Wie im Sudan werden alle Lieder in stetem Wechsel von einer Solostimme und einem Chor gesungen. Die einzelnen Stücke nehmen an Tempo und Dynamik zu, bis sie auf dem Höhepunkt abrupt abbrechen. Zwei Männer aus dem Sudan singen und spielen in der zweiten Konzerthälfte tanbūra. Sie werden von Rasseln und Rahmentrommeln rhythmisch begleitet. In diesem Aufführungsverlauf ist der ursprünglich funktionelle Zusammenhang der Musik mit einem Besessenheitsritual zwar spürbar, ein solches wird jedoch nicht inszeniert. Dies geschieht von Seiten der Veranstalter aus praktischen und aus politischen Gründen, um nicht den Unmut von Gegnern des Kults auf sich zu ziehen. Eine populäre ägyptische Band, die tanbūra und simsimiyya spielt, ist El Tanbura.

### Weitere Länder am Roten Meer
In Dschibuti wird der Leier Respekt entgegengebracht, indem die Teilnehmer beim zār in Gegenwart des Instruments ihre Schuhe ausziehen. Um sie zu ehren, ist die Leier in Dschibuti besonders üppig mit Bändern, Federn, Glöckchen, goldenen Kügelchen und Spiegeln behängt, die eine magische Bedeutung haben. Zār, in Dschibuti und Somalia saar, wird, um seine Herkunft kenntlich zu machen, in Dschibuti saar xabashi („äthiopischer zār“) genannt.
Im mehrheitlich christlichen Äthiopien ist der zār-Kult besonders ausgeprägt. Das traditionelle Zentrum des Kults ist die Stadt Gonder, die zum Siedlungsgebiet der Amharen im Hochland gehört. Die amharischen Leiern krar und beganna werden jedoch nicht in der Ritualmusik des zār verwendet.
Im Jemen ist der zār-Kult vor allem im Küstentiefland (Tihama) verbreitet. In der dortigen Stadt Zabid gilt die tanbūra als ein Instrument der Schmiede (qayn). Im südlichen Jemen ist die zur Liedbegleitung gespielte, sechssaitige Leier als simsimiyya bekannt. In die Tihama und nach Aden im Süden des Jemen wurde der zār-Kult durch schwarzafrikanische Einwanderer von der gegenüberliegenden afrikanischen Küste eingeführt.
In Saudi-Arabien, wo Leiern tambūra oder simsimiyya heißen, können die Tänzerinnen beim zār von der verbreiteten Liedgattung samiri (samri) begleitet werden. Indem sie mit den Füßen stampfen, produzieren sie mit ihren Ziegenhufgürteln (mangur) einen Rhythmus. Die übrigen Rhythmusinstrumente, mit denen samiri-Lieder begleitet werden, sind die Rahmentrommel tar und die zweifellige Zylindertrommel tabl.

## Musik am Persischen Golf

### Zar-Kult

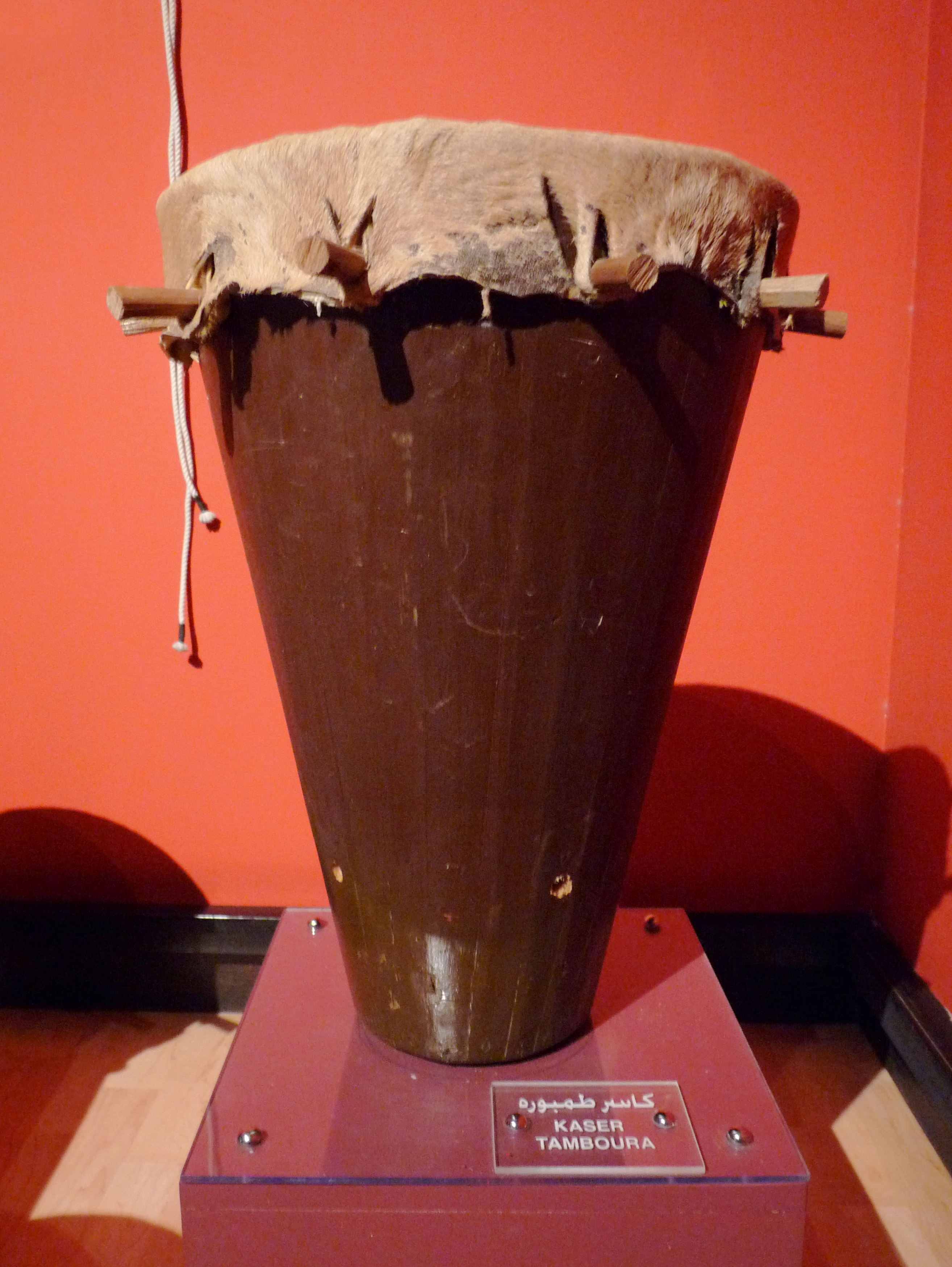
Tambura genannte konische Trommel in Oman. Das mit Pflöcken gespannte Fell verweist auf die afrikanische Herkunft. Eine ähnliche Kesseltrommel heißt musundu. Museum Bait Al Baranda, Maskat.

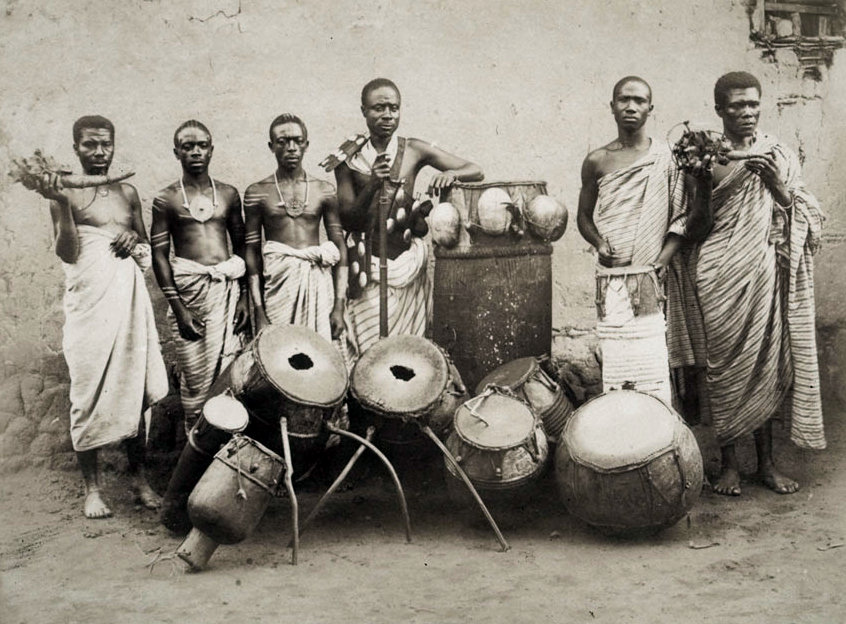
Afrikanische Trommeln mit Spannpflöcken. Trommel- und Tierhornensemble aus Abetifi, Ghana. Foto von 1889.

Der zār-Kult ist auf beiden Seiten des Persischen Golfs verbreitet und erstreckt sich bis an die Küste der pakistanischen Provinz Belutschistan. Nach dem Mittelalter verstärkte sich der Warenaustausch zwischen der afrikanischen Ostküste, vor allem Sansibar, über Oman und den Persischen Golf bis an die Westküste Indiens. Schwarzafrikanische Sklaven und Händler brachten ihre Musikkultur, Tänze und Rituale mit. Deren Nachkommen bilden heute in Belutschistan und in einigen Gegenden Indiens die Gruppe der Siddis. In Belutschistan werden einige Heilungsrituale gepflegt, die eine Verbindung afrikanischer Kulte mit den vorherrschenden sufischen Strömungen des Islam darstellen. Neben dem zār-Kult gehört hierzu der guat-Kult, dessen Begleitensemble anstelle der Leier die Zupflaute damburag und die Streichlaute suroz spielt.
Guat heißt „Wind“ oder „Geist“ und meint einen unsichtbaren Geist, der bei Frauen und Kindern physische und psychische Krankheiten verursacht. Zār wird in der Region ebenfalls als ein solcher Wind-Geist verstanden und bezeichnet das dazugehörige Heilungsritual. In diesen Zusammenhang gehört die Besessenheitszeremonie an-nūbān (auch noban) mit relativ gutartigen Geistern, die als weitere Variante des afrikanischen zār-Kults gilt. Der schädigende Wind-Geist muss im Heilungsritual mit seiner Persönlichkeit und seinem Ursprungsland identifiziert werden. Der vom Geist besessene Patient teilt dem männlichen (baba zār) oder weiblichen Heiler (mama zār) mit Gesten und in einer für Außenstehende unverständlichen Sprache Dinge mit, die zu seiner Charakterisierung und damit zur Behandlung des Patienten führen. Die verwendeten Musikinstrumente an der Südküste Irans, im Irak, in Oman und anderswo am Persischen Golf sind afrikanische Trommeln und die tanbūra. In Oman heißt die sechssaitige Leier tanbūra oder nūbān. Deren Spielweise entspricht der sudanesischen Tradition. Sie steht hier wie dort im Zentrum des Kults und wird als Geste der Begrüßung und Verehrung von den Teilnehmern am Joch berührt. Die Begleitmusiker beim nūbān-Ritual von Oman spielen in einer Aufnahme von 1991 in der Stadt Sur vier konische afrikanische Trommeln und schlagen den Takt mit einem Blechkanister (tanak). Die Tänzerinnen tragen mangur-Rasselgürtel, die hier mit Metallglöckchen und Schafshufen behängt sind. Die tanbūra ist nur für das Ritual, aber nicht musikalisch von Bedeutung, denn sie ist im Verein mit den Perkussionsinstrumenten sowie männlichen und weiblichen Gesangsstimmen kaum zu hören. Allgemein werden für die nūbān-Musik am Persischen Golf vier oder fünf flache Zylindertrommeln oder Kesseltrommeln und Ziegenhufgürtel (mangur) verwendet. Der tanbūra-Spieler ist zugleich der Vorsänger, der im Wechsel mit dem Chor der übrigen Teilnehmer singt.
Im Süden Irans praktiziert die aus Afrika stammende Gemeinschaft Ahl-i-hawa („Leute des Windes“, von persisch-arabisch ahl, „Volk“ und hawāʾ, „Wind“) die nūbān-Zeremonie. Die Ahl-i-hawa haben für ihre Verehrung des Windes keine Erklärung oder mythologische Begründung, sie sprechen lediglich von einer afrikanischen Tradition. Die meisten Winde kommen dem Glauben nach aus Afrika, aus der arabischen Wüste oder aus Indien, nur wenige haben ihren Ursprung in Iran. Während ihrer mehrtägigen Zeremonie treten auch bunt gekleidete Tänzerinnen auf. Die Beteiligten sprechen Persisch mit Einsprengseln in Arabisch und Swahili. Sie spielen die zweifellige große Zylindertrommel dammām, die ansonsten bei schiitischen Passionsspielen gebraucht wird, die mittelgroße Trommel gap dohol und die kleine kesar. Als Melodieinstrumente werden neben der tanbūra Sackpfeifen (nay jofti und nay anban) in den Zeremonien verwendet. Der zār-Kult wird von der islamisch-konservativen Regierung Irans an den Rand gedrängt, ist aber nicht verboten. Frauen dürfen jedoch nicht vor einem gemischten Publikum auftreten. Im irakischen Basra wird der Leierspieler sanjah genannt, was eigentlich „Harfenspieler“ (Spieler der Harfe tschang) bedeutet.

### Unterhaltungsmusik
Nicht nur für die aus Afrika stammenden Minderheiten am Persischen Golf ist Musik ein die Gemeinschaft stärkendes Element. In diesem Gebiet stellt die anhemitonisch pentatonische Musik der tanbūra eine Besonderheit dar. Die tanbūra-Musik gehört in der Golfregion zu den „eingewanderten Künsten“ (al-funūn al-wāfida). Nach ihrer Herkunft werden ferner unterschieden: Musik vom (Binnen-)land (Musik der Beduinen), Musik des Meeres (der Küstenfischer) und städtische (klassisch-arabische) Musik.
Ein aus Ostafrika stammender Unterhaltungsmusikstil, der in den afrikanischen Wohngebieten der großen Städte (etwa in Basra und Manama) gepflegt wird, ist leiwah (lewah). Das leiwah-Tanzensemble begleitet den Chor von Tänzern mit vier bis fünf verschiedenen Trommeln (mshindo, msondo) afrikanischen Ursprungs und der melodieführenden Kegeloboe zamr (mizmar) oder surnāy. Trommeln und der Blechkanister tenek als Taktgeber des bei Hochzeiten zur Unterhaltung aufgeführten leiwah entsprechen der Musik bei der nūbān-Zeremonie. Auch bei der leiwah-Aufführung kann es gelegentlich zu Tranceerscheinungen kommen. Diese verweisen auf den Ursprung des leiwah als Besessenheitszeremonie, die Ende des 19. Jahrhunderts mit Sklaven von der Swahili-Küste eingeführt wurde. Zu den strukturellen Gemeinsamkeiten zwischen dem leihwah-Zeremonialtanz und der Beschwörung der Geister kipemba (Geister der Insel Pemba) innerhalb des ostafrikanischen Besessenheitskults pepo gehört die Verwendung einer Kegeloboe und eines metallenen Idiophons – dort die Oboe nzumari, der Blechteller oder Blechkanister upatu und die entsprechenden Trommeln.
Die tanbūra und der Rasselgürtel mangur gehören in den arabischen Staaten am Persischen Golf und im Hedschas im westlichen Saudi-Arabien zu einer weit verbreiteten Tanztradition. Das als fann at-tanbūra bekannte Tanzgenre hat sich aus dem zār-Kult heraus zu einer Unterhaltungsform entwickelt. In Bahrain und Katar werden beide Instrumente durch mehrere Zylindertrommeln ergänzt, die mit dem Namen tabl nūbia („nubische Trommel“) auf ihre Herkunft verweisen. Tanbūra-Unterhaltungsmusik kann bei gesellschaftlichen Ereignissen, etwa an islamischen Feiertagen gespielt werden. Drei Stilrichtungen der tanbūra-Musik werden namentlich nach ihren rhythmischen Formen unterschieden, alle drei gehören ursprünglich zum zār-Kult. Heute sind sie Teil der kommerziellen Musik chalidschi, die einst bekannter war, aber nach der Mitte des 20. Jahrhunderts nur noch in den afrikanischen Gemeinschaften gespielt wurde. In Kuwait war die Sängerin Fatuma in den 1980er Jahren mit einem tanbūra-Lied erfolgreich. Dies brachte die Gruppe Ma’youf dazu, in der tanbūra-Tradition Lieder zu singen. Ma’youf gehört heute zu den wenigen Ensembles, die in Kuwait in Konzerten tanbūra-Musik spielen.

## Diskografie
- Sabet Osman, Qassas Qilabo Miri, Muhammad Gubara, Awad Abdallah Mirghani, kisir, begleitet von Perkussionsinstrumenten: Sudan. Osman, Gubara & Co. In the Kingdom of the Lyre. Doppel-CD, Institut du Monde Arabe, Paris 2001, Christian Poché: Text Beiheft